# Xã Keystone, Quận Polk, Minnesota
Xã Keystone (tiếng Anh: Keystone Township) là một xã thuộc quận Polk, tiểu bang Minnesota, Hoa Kỳ. Năm 2010, dân số của xã này là 91 người.